# Système du hérisson
Pour les articles homonymes, voir Hérisson (homonymie).
Cet article utilise la notation algébrique pour décrire des coups du jeu d'échecs.
|   | a | b | c | d | e | f | g | h |   |
| 8 | Roi noir sur case blanche g8 · Fou noir sur case blanche b7 · Cavalier noir sur case blanche d7 · Fou noir sur case noire e7 · Pion noir sur case blanche f7 · Pion noir sur case noire g7 · Pion noir sur case blanche h7 · Pion noir sur case blanche a6 · Pion noir sur case noire b6 · Pion noir sur case noire d6 · Pion noir sur case blanche e6 · Cavalier noir sur case noire f6 · Pion blanc sur case blanche c4 · Pion blanc sur case blanche e4 | Roi noir sur case blanche g8 · Fou noir sur case blanche b7 · Cavalier noir sur case blanche d7 · Fou noir sur case noire e7 · Pion noir sur case blanche f7 · Pion noir sur case noire g7 · Pion noir sur case blanche h7 · Pion noir sur case blanche a6 · Pion noir sur case noire b6 · Pion noir sur case noire d6 · Pion noir sur case blanche e6 · Cavalier noir sur case noire f6 · Pion blanc sur case blanche c4 · Pion blanc sur case blanche e4 | Roi noir sur case blanche g8 · Fou noir sur case blanche b7 · Cavalier noir sur case blanche d7 · Fou noir sur case noire e7 · Pion noir sur case blanche f7 · Pion noir sur case noire g7 · Pion noir sur case blanche h7 · Pion noir sur case blanche a6 · Pion noir sur case noire b6 · Pion noir sur case noire d6 · Pion noir sur case blanche e6 · Cavalier noir sur case noire f6 · Pion blanc sur case blanche c4 · Pion blanc sur case blanche e4 | Roi noir sur case blanche g8 · Fou noir sur case blanche b7 · Cavalier noir sur case blanche d7 · Fou noir sur case noire e7 · Pion noir sur case blanche f7 · Pion noir sur case noire g7 · Pion noir sur case blanche h7 · Pion noir sur case blanche a6 · Pion noir sur case noire b6 · Pion noir sur case noire d6 · Pion noir sur case blanche e6 · Cavalier noir sur case noire f6 · Pion blanc sur case blanche c4 · Pion blanc sur case blanche e4 | Roi noir sur case blanche g8 · Fou noir sur case blanche b7 · Cavalier noir sur case blanche d7 · Fou noir sur case noire e7 · Pion noir sur case blanche f7 · Pion noir sur case noire g7 · Pion noir sur case blanche h7 · Pion noir sur case blanche a6 · Pion noir sur case noire b6 · Pion noir sur case noire d6 · Pion noir sur case blanche e6 · Cavalier noir sur case noire f6 · Pion blanc sur case blanche c4 · Pion blanc sur case blanche e4 | Roi noir sur case blanche g8 · Fou noir sur case blanche b7 · Cavalier noir sur case blanche d7 · Fou noir sur case noire e7 · Pion noir sur case blanche f7 · Pion noir sur case noire g7 · Pion noir sur case blanche h7 · Pion noir sur case blanche a6 · Pion noir sur case noire b6 · Pion noir sur case noire d6 · Pion noir sur case blanche e6 · Cavalier noir sur case noire f6 · Pion blanc sur case blanche c4 · Pion blanc sur case blanche e4 | Roi noir sur case blanche g8 · Fou noir sur case blanche b7 · Cavalier noir sur case blanche d7 · Fou noir sur case noire e7 · Pion noir sur case blanche f7 · Pion noir sur case noire g7 · Pion noir sur case blanche h7 · Pion noir sur case blanche a6 · Pion noir sur case noire b6 · Pion noir sur case noire d6 · Pion noir sur case blanche e6 · Cavalier noir sur case noire f6 · Pion blanc sur case blanche c4 · Pion blanc sur case blanche e4 | Roi noir sur case blanche g8 · Fou noir sur case blanche b7 · Cavalier noir sur case blanche d7 · Fou noir sur case noire e7 · Pion noir sur case blanche f7 · Pion noir sur case noire g7 · Pion noir sur case blanche h7 · Pion noir sur case blanche a6 · Pion noir sur case noire b6 · Pion noir sur case noire d6 · Pion noir sur case blanche e6 · Cavalier noir sur case noire f6 · Pion blanc sur case blanche c4 · Pion blanc sur case blanche e4 | 8 |
| 7 | Roi noir sur case blanche g8 · Fou noir sur case blanche b7 · Cavalier noir sur case blanche d7 · Fou noir sur case noire e7 · Pion noir sur case blanche f7 · Pion noir sur case noire g7 · Pion noir sur case blanche h7 · Pion noir sur case blanche a6 · Pion noir sur case noire b6 · Pion noir sur case noire d6 · Pion noir sur case blanche e6 · Cavalier noir sur case noire f6 · Pion blanc sur case blanche c4 · Pion blanc sur case blanche e4 | Roi noir sur case blanche g8 · Fou noir sur case blanche b7 · Cavalier noir sur case blanche d7 · Fou noir sur case noire e7 · Pion noir sur case blanche f7 · Pion noir sur case noire g7 · Pion noir sur case blanche h7 · Pion noir sur case blanche a6 · Pion noir sur case noire b6 · Pion noir sur case noire d6 · Pion noir sur case blanche e6 · Cavalier noir sur case noire f6 · Pion blanc sur case blanche c4 · Pion blanc sur case blanche e4 | Roi noir sur case blanche g8 · Fou noir sur case blanche b7 · Cavalier noir sur case blanche d7 · Fou noir sur case noire e7 · Pion noir sur case blanche f7 · Pion noir sur case noire g7 · Pion noir sur case blanche h7 · Pion noir sur case blanche a6 · Pion noir sur case noire b6 · Pion noir sur case noire d6 · Pion noir sur case blanche e6 · Cavalier noir sur case noire f6 · Pion blanc sur case blanche c4 · Pion blanc sur case blanche e4 | Roi noir sur case blanche g8 · Fou noir sur case blanche b7 · Cavalier noir sur case blanche d7 · Fou noir sur case noire e7 · Pion noir sur case blanche f7 · Pion noir sur case noire g7 · Pion noir sur case blanche h7 · Pion noir sur case blanche a6 · Pion noir sur case noire b6 · Pion noir sur case noire d6 · Pion noir sur case blanche e6 · Cavalier noir sur case noire f6 · Pion blanc sur case blanche c4 · Pion blanc sur case blanche e4 | Roi noir sur case blanche g8 · Fou noir sur case blanche b7 · Cavalier noir sur case blanche d7 · Fou noir sur case noire e7 · Pion noir sur case blanche f7 · Pion noir sur case noire g7 · Pion noir sur case blanche h7 · Pion noir sur case blanche a6 · Pion noir sur case noire b6 · Pion noir sur case noire d6 · Pion noir sur case blanche e6 · Cavalier noir sur case noire f6 · Pion blanc sur case blanche c4 · Pion blanc sur case blanche e4 | Roi noir sur case blanche g8 · Fou noir sur case blanche b7 · Cavalier noir sur case blanche d7 · Fou noir sur case noire e7 · Pion noir sur case blanche f7 · Pion noir sur case noire g7 · Pion noir sur case blanche h7 · Pion noir sur case blanche a6 · Pion noir sur case noire b6 · Pion noir sur case noire d6 · Pion noir sur case blanche e6 · Cavalier noir sur case noire f6 · Pion blanc sur case blanche c4 · Pion blanc sur case blanche e4 | Roi noir sur case blanche g8 · Fou noir sur case blanche b7 · Cavalier noir sur case blanche d7 · Fou noir sur case noire e7 · Pion noir sur case blanche f7 · Pion noir sur case noire g7 · Pion noir sur case blanche h7 · Pion noir sur case blanche a6 · Pion noir sur case noire b6 · Pion noir sur case noire d6 · Pion noir sur case blanche e6 · Cavalier noir sur case noire f6 · Pion blanc sur case blanche c4 · Pion blanc sur case blanche e4 | Roi noir sur case blanche g8 · Fou noir sur case blanche b7 · Cavalier noir sur case blanche d7 · Fou noir sur case noire e7 · Pion noir sur case blanche f7 · Pion noir sur case noire g7 · Pion noir sur case blanche h7 · Pion noir sur case blanche a6 · Pion noir sur case noire b6 · Pion noir sur case noire d6 · Pion noir sur case blanche e6 · Cavalier noir sur case noire f6 · Pion blanc sur case blanche c4 · Pion blanc sur case blanche e4 | 7 |
| 6 | Roi noir sur case blanche g8 · Fou noir sur case blanche b7 · Cavalier noir sur case blanche d7 · Fou noir sur case noire e7 · Pion noir sur case blanche f7 · Pion noir sur case noire g7 · Pion noir sur case blanche h7 · Pion noir sur case blanche a6 · Pion noir sur case noire b6 · Pion noir sur case noire d6 · Pion noir sur case blanche e6 · Cavalier noir sur case noire f6 · Pion blanc sur case blanche c4 · Pion blanc sur case blanche e4 | Roi noir sur case blanche g8 · Fou noir sur case blanche b7 · Cavalier noir sur case blanche d7 · Fou noir sur case noire e7 · Pion noir sur case blanche f7 · Pion noir sur case noire g7 · Pion noir sur case blanche h7 · Pion noir sur case blanche a6 · Pion noir sur case noire b6 · Pion noir sur case noire d6 · Pion noir sur case blanche e6 · Cavalier noir sur case noire f6 · Pion blanc sur case blanche c4 · Pion blanc sur case blanche e4 | Roi noir sur case blanche g8 · Fou noir sur case blanche b7 · Cavalier noir sur case blanche d7 · Fou noir sur case noire e7 · Pion noir sur case blanche f7 · Pion noir sur case noire g7 · Pion noir sur case blanche h7 · Pion noir sur case blanche a6 · Pion noir sur case noire b6 · Pion noir sur case noire d6 · Pion noir sur case blanche e6 · Cavalier noir sur case noire f6 · Pion blanc sur case blanche c4 · Pion blanc sur case blanche e4 | Roi noir sur case blanche g8 · Fou noir sur case blanche b7 · Cavalier noir sur case blanche d7 · Fou noir sur case noire e7 · Pion noir sur case blanche f7 · Pion noir sur case noire g7 · Pion noir sur case blanche h7 · Pion noir sur case blanche a6 · Pion noir sur case noire b6 · Pion noir sur case noire d6 · Pion noir sur case blanche e6 · Cavalier noir sur case noire f6 · Pion blanc sur case blanche c4 · Pion blanc sur case blanche e4 | Roi noir sur case blanche g8 · Fou noir sur case blanche b7 · Cavalier noir sur case blanche d7 · Fou noir sur case noire e7 · Pion noir sur case blanche f7 · Pion noir sur case noire g7 · Pion noir sur case blanche h7 · Pion noir sur case blanche a6 · Pion noir sur case noire b6 · Pion noir sur case noire d6 · Pion noir sur case blanche e6 · Cavalier noir sur case noire f6 · Pion blanc sur case blanche c4 · Pion blanc sur case blanche e4 | Roi noir sur case blanche g8 · Fou noir sur case blanche b7 · Cavalier noir sur case blanche d7 · Fou noir sur case noire e7 · Pion noir sur case blanche f7 · Pion noir sur case noire g7 · Pion noir sur case blanche h7 · Pion noir sur case blanche a6 · Pion noir sur case noire b6 · Pion noir sur case noire d6 · Pion noir sur case blanche e6 · Cavalier noir sur case noire f6 · Pion blanc sur case blanche c4 · Pion blanc sur case blanche e4 | Roi noir sur case blanche g8 · Fou noir sur case blanche b7 · Cavalier noir sur case blanche d7 · Fou noir sur case noire e7 · Pion noir sur case blanche f7 · Pion noir sur case noire g7 · Pion noir sur case blanche h7 · Pion noir sur case blanche a6 · Pion noir sur case noire b6 · Pion noir sur case noire d6 · Pion noir sur case blanche e6 · Cavalier noir sur case noire f6 · Pion blanc sur case blanche c4 · Pion blanc sur case blanche e4 | Roi noir sur case blanche g8 · Fou noir sur case blanche b7 · Cavalier noir sur case blanche d7 · Fou noir sur case noire e7 · Pion noir sur case blanche f7 · Pion noir sur case noire g7 · Pion noir sur case blanche h7 · Pion noir sur case blanche a6 · Pion noir sur case noire b6 · Pion noir sur case noire d6 · Pion noir sur case blanche e6 · Cavalier noir sur case noire f6 · Pion blanc sur case blanche c4 · Pion blanc sur case blanche e4 | 6 |
| 5 | Roi noir sur case blanche g8 · Fou noir sur case blanche b7 · Cavalier noir sur case blanche d7 · Fou noir sur case noire e7 · Pion noir sur case blanche f7 · Pion noir sur case noire g7 · Pion noir sur case blanche h7 · Pion noir sur case blanche a6 · Pion noir sur case noire b6 · Pion noir sur case noire d6 · Pion noir sur case blanche e6 · Cavalier noir sur case noire f6 · Pion blanc sur case blanche c4 · Pion blanc sur case blanche e4 | Roi noir sur case blanche g8 · Fou noir sur case blanche b7 · Cavalier noir sur case blanche d7 · Fou noir sur case noire e7 · Pion noir sur case blanche f7 · Pion noir sur case noire g7 · Pion noir sur case blanche h7 · Pion noir sur case blanche a6 · Pion noir sur case noire b6 · Pion noir sur case noire d6 · Pion noir sur case blanche e6 · Cavalier noir sur case noire f6 · Pion blanc sur case blanche c4 · Pion blanc sur case blanche e4 | Roi noir sur case blanche g8 · Fou noir sur case blanche b7 · Cavalier noir sur case blanche d7 · Fou noir sur case noire e7 · Pion noir sur case blanche f7 · Pion noir sur case noire g7 · Pion noir sur case blanche h7 · Pion noir sur case blanche a6 · Pion noir sur case noire b6 · Pion noir sur case noire d6 · Pion noir sur case blanche e6 · Cavalier noir sur case noire f6 · Pion blanc sur case blanche c4 · Pion blanc sur case blanche e4 | Roi noir sur case blanche g8 · Fou noir sur case blanche b7 · Cavalier noir sur case blanche d7 · Fou noir sur case noire e7 · Pion noir sur case blanche f7 · Pion noir sur case noire g7 · Pion noir sur case blanche h7 · Pion noir sur case blanche a6 · Pion noir sur case noire b6 · Pion noir sur case noire d6 · Pion noir sur case blanche e6 · Cavalier noir sur case noire f6 · Pion blanc sur case blanche c4 · Pion blanc sur case blanche e4 | Roi noir sur case blanche g8 · Fou noir sur case blanche b7 · Cavalier noir sur case blanche d7 · Fou noir sur case noire e7 · Pion noir sur case blanche f7 · Pion noir sur case noire g7 · Pion noir sur case blanche h7 · Pion noir sur case blanche a6 · Pion noir sur case noire b6 · Pion noir sur case noire d6 · Pion noir sur case blanche e6 · Cavalier noir sur case noire f6 · Pion blanc sur case blanche c4 · Pion blanc sur case blanche e4 | Roi noir sur case blanche g8 · Fou noir sur case blanche b7 · Cavalier noir sur case blanche d7 · Fou noir sur case noire e7 · Pion noir sur case blanche f7 · Pion noir sur case noire g7 · Pion noir sur case blanche h7 · Pion noir sur case blanche a6 · Pion noir sur case noire b6 · Pion noir sur case noire d6 · Pion noir sur case blanche e6 · Cavalier noir sur case noire f6 · Pion blanc sur case blanche c4 · Pion blanc sur case blanche e4 | Roi noir sur case blanche g8 · Fou noir sur case blanche b7 · Cavalier noir sur case blanche d7 · Fou noir sur case noire e7 · Pion noir sur case blanche f7 · Pion noir sur case noire g7 · Pion noir sur case blanche h7 · Pion noir sur case blanche a6 · Pion noir sur case noire b6 · Pion noir sur case noire d6 · Pion noir sur case blanche e6 · Cavalier noir sur case noire f6 · Pion blanc sur case blanche c4 · Pion blanc sur case blanche e4 | Roi noir sur case blanche g8 · Fou noir sur case blanche b7 · Cavalier noir sur case blanche d7 · Fou noir sur case noire e7 · Pion noir sur case blanche f7 · Pion noir sur case noire g7 · Pion noir sur case blanche h7 · Pion noir sur case blanche a6 · Pion noir sur case noire b6 · Pion noir sur case noire d6 · Pion noir sur case blanche e6 · Cavalier noir sur case noire f6 · Pion blanc sur case blanche c4 · Pion blanc sur case blanche e4 | 5 |
| 4 | Roi noir sur case blanche g8 · Fou noir sur case blanche b7 · Cavalier noir sur case blanche d7 · Fou noir sur case noire e7 · Pion noir sur case blanche f7 · Pion noir sur case noire g7 · Pion noir sur case blanche h7 · Pion noir sur case blanche a6 · Pion noir sur case noire b6 · Pion noir sur case noire d6 · Pion noir sur case blanche e6 · Cavalier noir sur case noire f6 · Pion blanc sur case blanche c4 · Pion blanc sur case blanche e4 | Roi noir sur case blanche g8 · Fou noir sur case blanche b7 · Cavalier noir sur case blanche d7 · Fou noir sur case noire e7 · Pion noir sur case blanche f7 · Pion noir sur case noire g7 · Pion noir sur case blanche h7 · Pion noir sur case blanche a6 · Pion noir sur case noire b6 · Pion noir sur case noire d6 · Pion noir sur case blanche e6 · Cavalier noir sur case noire f6 · Pion blanc sur case blanche c4 · Pion blanc sur case blanche e4 | Roi noir sur case blanche g8 · Fou noir sur case blanche b7 · Cavalier noir sur case blanche d7 · Fou noir sur case noire e7 · Pion noir sur case blanche f7 · Pion noir sur case noire g7 · Pion noir sur case blanche h7 · Pion noir sur case blanche a6 · Pion noir sur case noire b6 · Pion noir sur case noire d6 · Pion noir sur case blanche e6 · Cavalier noir sur case noire f6 · Pion blanc sur case blanche c4 · Pion blanc sur case blanche e4 | Roi noir sur case blanche g8 · Fou noir sur case blanche b7 · Cavalier noir sur case blanche d7 · Fou noir sur case noire e7 · Pion noir sur case blanche f7 · Pion noir sur case noire g7 · Pion noir sur case blanche h7 · Pion noir sur case blanche a6 · Pion noir sur case noire b6 · Pion noir sur case noire d6 · Pion noir sur case blanche e6 · Cavalier noir sur case noire f6 · Pion blanc sur case blanche c4 · Pion blanc sur case blanche e4 | Roi noir sur case blanche g8 · Fou noir sur case blanche b7 · Cavalier noir sur case blanche d7 · Fou noir sur case noire e7 · Pion noir sur case blanche f7 · Pion noir sur case noire g7 · Pion noir sur case blanche h7 · Pion noir sur case blanche a6 · Pion noir sur case noire b6 · Pion noir sur case noire d6 · Pion noir sur case blanche e6 · Cavalier noir sur case noire f6 · Pion blanc sur case blanche c4 · Pion blanc sur case blanche e4 | Roi noir sur case blanche g8 · Fou noir sur case blanche b7 · Cavalier noir sur case blanche d7 · Fou noir sur case noire e7 · Pion noir sur case blanche f7 · Pion noir sur case noire g7 · Pion noir sur case blanche h7 · Pion noir sur case blanche a6 · Pion noir sur case noire b6 · Pion noir sur case noire d6 · Pion noir sur case blanche e6 · Cavalier noir sur case noire f6 · Pion blanc sur case blanche c4 · Pion blanc sur case blanche e4 | Roi noir sur case blanche g8 · Fou noir sur case blanche b7 · Cavalier noir sur case blanche d7 · Fou noir sur case noire e7 · Pion noir sur case blanche f7 · Pion noir sur case noire g7 · Pion noir sur case blanche h7 · Pion noir sur case blanche a6 · Pion noir sur case noire b6 · Pion noir sur case noire d6 · Pion noir sur case blanche e6 · Cavalier noir sur case noire f6 · Pion blanc sur case blanche c4 · Pion blanc sur case blanche e4 | Roi noir sur case blanche g8 · Fou noir sur case blanche b7 · Cavalier noir sur case blanche d7 · Fou noir sur case noire e7 · Pion noir sur case blanche f7 · Pion noir sur case noire g7 · Pion noir sur case blanche h7 · Pion noir sur case blanche a6 · Pion noir sur case noire b6 · Pion noir sur case noire d6 · Pion noir sur case blanche e6 · Cavalier noir sur case noire f6 · Pion blanc sur case blanche c4 · Pion blanc sur case blanche e4 | 4 |
| 3 | Roi noir sur case blanche g8 · Fou noir sur case blanche b7 · Cavalier noir sur case blanche d7 · Fou noir sur case noire e7 · Pion noir sur case blanche f7 · Pion noir sur case noire g7 · Pion noir sur case blanche h7 · Pion noir sur case blanche a6 · Pion noir sur case noire b6 · Pion noir sur case noire d6 · Pion noir sur case blanche e6 · Cavalier noir sur case noire f6 · Pion blanc sur case blanche c4 · Pion blanc sur case blanche e4 | Roi noir sur case blanche g8 · Fou noir sur case blanche b7 · Cavalier noir sur case blanche d7 · Fou noir sur case noire e7 · Pion noir sur case blanche f7 · Pion noir sur case noire g7 · Pion noir sur case blanche h7 · Pion noir sur case blanche a6 · Pion noir sur case noire b6 · Pion noir sur case noire d6 · Pion noir sur case blanche e6 · Cavalier noir sur case noire f6 · Pion blanc sur case blanche c4 · Pion blanc sur case blanche e4 | Roi noir sur case blanche g8 · Fou noir sur case blanche b7 · Cavalier noir sur case blanche d7 · Fou noir sur case noire e7 · Pion noir sur case blanche f7 · Pion noir sur case noire g7 · Pion noir sur case blanche h7 · Pion noir sur case blanche a6 · Pion noir sur case noire b6 · Pion noir sur case noire d6 · Pion noir sur case blanche e6 · Cavalier noir sur case noire f6 · Pion blanc sur case blanche c4 · Pion blanc sur case blanche e4 | Roi noir sur case blanche g8 · Fou noir sur case blanche b7 · Cavalier noir sur case blanche d7 · Fou noir sur case noire e7 · Pion noir sur case blanche f7 · Pion noir sur case noire g7 · Pion noir sur case blanche h7 · Pion noir sur case blanche a6 · Pion noir sur case noire b6 · Pion noir sur case noire d6 · Pion noir sur case blanche e6 · Cavalier noir sur case noire f6 · Pion blanc sur case blanche c4 · Pion blanc sur case blanche e4 | Roi noir sur case blanche g8 · Fou noir sur case blanche b7 · Cavalier noir sur case blanche d7 · Fou noir sur case noire e7 · Pion noir sur case blanche f7 · Pion noir sur case noire g7 · Pion noir sur case blanche h7 · Pion noir sur case blanche a6 · Pion noir sur case noire b6 · Pion noir sur case noire d6 · Pion noir sur case blanche e6 · Cavalier noir sur case noire f6 · Pion blanc sur case blanche c4 · Pion blanc sur case blanche e4 | Roi noir sur case blanche g8 · Fou noir sur case blanche b7 · Cavalier noir sur case blanche d7 · Fou noir sur case noire e7 · Pion noir sur case blanche f7 · Pion noir sur case noire g7 · Pion noir sur case blanche h7 · Pion noir sur case blanche a6 · Pion noir sur case noire b6 · Pion noir sur case noire d6 · Pion noir sur case blanche e6 · Cavalier noir sur case noire f6 · Pion blanc sur case blanche c4 · Pion blanc sur case blanche e4 | Roi noir sur case blanche g8 · Fou noir sur case blanche b7 · Cavalier noir sur case blanche d7 · Fou noir sur case noire e7 · Pion noir sur case blanche f7 · Pion noir sur case noire g7 · Pion noir sur case blanche h7 · Pion noir sur case blanche a6 · Pion noir sur case noire b6 · Pion noir sur case noire d6 · Pion noir sur case blanche e6 · Cavalier noir sur case noire f6 · Pion blanc sur case blanche c4 · Pion blanc sur case blanche e4 | Roi noir sur case blanche g8 · Fou noir sur case blanche b7 · Cavalier noir sur case blanche d7 · Fou noir sur case noire e7 · Pion noir sur case blanche f7 · Pion noir sur case noire g7 · Pion noir sur case blanche h7 · Pion noir sur case blanche a6 · Pion noir sur case noire b6 · Pion noir sur case noire d6 · Pion noir sur case blanche e6 · Cavalier noir sur case noire f6 · Pion blanc sur case blanche c4 · Pion blanc sur case blanche e4 | 3 |
| 2 | Roi noir sur case blanche g8 · Fou noir sur case blanche b7 · Cavalier noir sur case blanche d7 · Fou noir sur case noire e7 · Pion noir sur case blanche f7 · Pion noir sur case noire g7 · Pion noir sur case blanche h7 · Pion noir sur case blanche a6 · Pion noir sur case noire b6 · Pion noir sur case noire d6 · Pion noir sur case blanche e6 · Cavalier noir sur case noire f6 · Pion blanc sur case blanche c4 · Pion blanc sur case blanche e4 | Roi noir sur case blanche g8 · Fou noir sur case blanche b7 · Cavalier noir sur case blanche d7 · Fou noir sur case noire e7 · Pion noir sur case blanche f7 · Pion noir sur case noire g7 · Pion noir sur case blanche h7 · Pion noir sur case blanche a6 · Pion noir sur case noire b6 · Pion noir sur case noire d6 · Pion noir sur case blanche e6 · Cavalier noir sur case noire f6 · Pion blanc sur case blanche c4 · Pion blanc sur case blanche e4 | Roi noir sur case blanche g8 · Fou noir sur case blanche b7 · Cavalier noir sur case blanche d7 · Fou noir sur case noire e7 · Pion noir sur case blanche f7 · Pion noir sur case noire g7 · Pion noir sur case blanche h7 · Pion noir sur case blanche a6 · Pion noir sur case noire b6 · Pion noir sur case noire d6 · Pion noir sur case blanche e6 · Cavalier noir sur case noire f6 · Pion blanc sur case blanche c4 · Pion blanc sur case blanche e4 | Roi noir sur case blanche g8 · Fou noir sur case blanche b7 · Cavalier noir sur case blanche d7 · Fou noir sur case noire e7 · Pion noir sur case blanche f7 · Pion noir sur case noire g7 · Pion noir sur case blanche h7 · Pion noir sur case blanche a6 · Pion noir sur case noire b6 · Pion noir sur case noire d6 · Pion noir sur case blanche e6 · Cavalier noir sur case noire f6 · Pion blanc sur case blanche c4 · Pion blanc sur case blanche e4 | Roi noir sur case blanche g8 · Fou noir sur case blanche b7 · Cavalier noir sur case blanche d7 · Fou noir sur case noire e7 · Pion noir sur case blanche f7 · Pion noir sur case noire g7 · Pion noir sur case blanche h7 · Pion noir sur case blanche a6 · Pion noir sur case noire b6 · Pion noir sur case noire d6 · Pion noir sur case blanche e6 · Cavalier noir sur case noire f6 · Pion blanc sur case blanche c4 · Pion blanc sur case blanche e4 | Roi noir sur case blanche g8 · Fou noir sur case blanche b7 · Cavalier noir sur case blanche d7 · Fou noir sur case noire e7 · Pion noir sur case blanche f7 · Pion noir sur case noire g7 · Pion noir sur case blanche h7 · Pion noir sur case blanche a6 · Pion noir sur case noire b6 · Pion noir sur case noire d6 · Pion noir sur case blanche e6 · Cavalier noir sur case noire f6 · Pion blanc sur case blanche c4 · Pion blanc sur case blanche e4 | Roi noir sur case blanche g8 · Fou noir sur case blanche b7 · Cavalier noir sur case blanche d7 · Fou noir sur case noire e7 · Pion noir sur case blanche f7 · Pion noir sur case noire g7 · Pion noir sur case blanche h7 · Pion noir sur case blanche a6 · Pion noir sur case noire b6 · Pion noir sur case noire d6 · Pion noir sur case blanche e6 · Cavalier noir sur case noire f6 · Pion blanc sur case blanche c4 · Pion blanc sur case blanche e4 | Roi noir sur case blanche g8 · Fou noir sur case blanche b7 · Cavalier noir sur case blanche d7 · Fou noir sur case noire e7 · Pion noir sur case blanche f7 · Pion noir sur case noire g7 · Pion noir sur case blanche h7 · Pion noir sur case blanche a6 · Pion noir sur case noire b6 · Pion noir sur case noire d6 · Pion noir sur case blanche e6 · Cavalier noir sur case noire f6 · Pion blanc sur case blanche c4 · Pion blanc sur case blanche e4 | 2 |
| 1 | Roi noir sur case blanche g8 · Fou noir sur case blanche b7 · Cavalier noir sur case blanche d7 · Fou noir sur case noire e7 · Pion noir sur case blanche f7 · Pion noir sur case noire g7 · Pion noir sur case blanche h7 · Pion noir sur case blanche a6 · Pion noir sur case noire b6 · Pion noir sur case noire d6 · Pion noir sur case blanche e6 · Cavalier noir sur case noire f6 · Pion blanc sur case blanche c4 · Pion blanc sur case blanche e4 | Roi noir sur case blanche g8 · Fou noir sur case blanche b7 · Cavalier noir sur case blanche d7 · Fou noir sur case noire e7 · Pion noir sur case blanche f7 · Pion noir sur case noire g7 · Pion noir sur case blanche h7 · Pion noir sur case blanche a6 · Pion noir sur case noire b6 · Pion noir sur case noire d6 · Pion noir sur case blanche e6 · Cavalier noir sur case noire f6 · Pion blanc sur case blanche c4 · Pion blanc sur case blanche e4 | Roi noir sur case blanche g8 · Fou noir sur case blanche b7 · Cavalier noir sur case blanche d7 · Fou noir sur case noire e7 · Pion noir sur case blanche f7 · Pion noir sur case noire g7 · Pion noir sur case blanche h7 · Pion noir sur case blanche a6 · Pion noir sur case noire b6 · Pion noir sur case noire d6 · Pion noir sur case blanche e6 · Cavalier noir sur case noire f6 · Pion blanc sur case blanche c4 · Pion blanc sur case blanche e4 | Roi noir sur case blanche g8 · Fou noir sur case blanche b7 · Cavalier noir sur case blanche d7 · Fou noir sur case noire e7 · Pion noir sur case blanche f7 · Pion noir sur case noire g7 · Pion noir sur case blanche h7 · Pion noir sur case blanche a6 · Pion noir sur case noire b6 · Pion noir sur case noire d6 · Pion noir sur case blanche e6 · Cavalier noir sur case noire f6 · Pion blanc sur case blanche c4 · Pion blanc sur case blanche e4 | Roi noir sur case blanche g8 · Fou noir sur case blanche b7 · Cavalier noir sur case blanche d7 · Fou noir sur case noire e7 · Pion noir sur case blanche f7 · Pion noir sur case noire g7 · Pion noir sur case blanche h7 · Pion noir sur case blanche a6 · Pion noir sur case noire b6 · Pion noir sur case noire d6 · Pion noir sur case blanche e6 · Cavalier noir sur case noire f6 · Pion blanc sur case blanche c4 · Pion blanc sur case blanche e4 | Roi noir sur case blanche g8 · Fou noir sur case blanche b7 · Cavalier noir sur case blanche d7 · Fou noir sur case noire e7 · Pion noir sur case blanche f7 · Pion noir sur case noire g7 · Pion noir sur case blanche h7 · Pion noir sur case blanche a6 · Pion noir sur case noire b6 · Pion noir sur case noire d6 · Pion noir sur case blanche e6 · Cavalier noir sur case noire f6 · Pion blanc sur case blanche c4 · Pion blanc sur case blanche e4 | Roi noir sur case blanche g8 · Fou noir sur case blanche b7 · Cavalier noir sur case blanche d7 · Fou noir sur case noire e7 · Pion noir sur case blanche f7 · Pion noir sur case noire g7 · Pion noir sur case blanche h7 · Pion noir sur case blanche a6 · Pion noir sur case noire b6 · Pion noir sur case noire d6 · Pion noir sur case blanche e6 · Cavalier noir sur case noire f6 · Pion blanc sur case blanche c4 · Pion blanc sur case blanche e4 | Roi noir sur case blanche g8 · Fou noir sur case blanche b7 · Cavalier noir sur case blanche d7 · Fou noir sur case noire e7 · Pion noir sur case blanche f7 · Pion noir sur case noire g7 · Pion noir sur case blanche h7 · Pion noir sur case blanche a6 · Pion noir sur case noire b6 · Pion noir sur case noire d6 · Pion noir sur case blanche e6 · Cavalier noir sur case noire f6 · Pion blanc sur case blanche c4 · Pion blanc sur case blanche e4 | 1 |
|   | a | b | c | d | e | f | g | h |   |

Le système du hérisson ou début du hérisson ou la structure de hérisson ou simplement le hérisson  est un schéma d’ouverture aux échecs développé dans les années 1970 dans lequel les noirs concèdent aux blancs un net avantage d’espace en échange d’une structure souple, sans faiblesse, et propice à la contre-attaque.
Le hérisson peut être obtenu par transposition via différentes ouvertures : principalement l'ouverture anglaise, la défense sicilienne ou la défense ouest-indienne.

## Histoire
Les théoriciens de l’école classique, Steinitz (1836-1900) et son continuateur Tarrasch (1862-1934), considéraient le fait de contrôler plus d’espace comme un avantage substantiel. En effet, avec plus de place pour manœuvrer, les pièces peuvent alterner les menaces d’une aile à l’autre avec facilité tandis que l’adversaire dans une position resserrée voit la mobilité de ses pièces diminuée.
Dans les années 1920, l’école hypermoderne a modulé ce jugement en montrant qu’une trop grande expansion pouvait générer des faiblesses, les pions ne pouvant pas reculer.
La structure hérisson était toutefois considérée comme inférieure car trop passive jusque dans les années 1960.
Les pionniers de l'utilisation de cette structure sont considérés comme étant le Suédois Ulf Andersson et le Yougoslave Ljubomir Ljubojević dans les années 1970, bientôt suivis par la plupart des meilleurs joueurs de leur époque.
L’un des premiers exemples du dynamisme de ce type de position fut révélé par l'Américain Bobby Fischer dans sa partie contre Andersson en 1970 lors d'une partie exhibition à Siegen.
Puis les succès de Ljubojevic en 1973 (victoire face à Hort à Wijk aan Zee, Pomar à Madrid, et les parties nulles face à Portisch à Madrid et Polougaevski à Hilversum) montrèrent la validité du concept. Après la victoire d’Andersson contre Karpov à Milan en 1975 (le champion du monde subissant sa première défaite depuis son accession au titre mondial), le hérisson fut adopté par de nombreux grands maîtres de premier plan (Adorjan, Ribli, Portisch, Polougaevski, etc.)

## Principe
Hormis le cavalier roi qui se développe en f6, toutes les pièces noires restent derrière le « hérisson  » dont les « piquants » sont les pions a6, b6, d6 et e6 qui contrôlent la cinquième rangée. Le fou dame est développé en fianchetto afin d’exercer une pression sur le pion blanc en e4, pression qui gêne la mobilité des pièces blanches. Le pion c5 est échangé contre le pion d4 blanc.
Les hérissons peuvent différer d'une partie à l'autre selon le jeu des blancs. Le placement du fou roi des blancs peut en effet varier, se trouvant souvent en d3 dans la défense sicilienne où il contrôle plutôt l'aile roi, dans l'ouverture anglaise on le retrouve régulièrement en g2 d'où il vise le centre (ce qui n'interdit pas une attaque à l'aile roi). La case où se trouve ce fou aura des conséquences importantes sur les plans des deux camps.
Si les blancs développent leur fou roi en fianchetto, la Dame noire en c7 et la tour en c8 forcent les blancs à défendre le pion c4. Si le fou reste sur la diagonale f1-a6 son activité est limitée par ses propres pions[réf. nécessaire].
Les seules faiblesses des noirs sont les pions d6 et b6. Le pion d6 est défendu par le fou e7 (et éventuellement par une tour noire en d8), tandis que le pion b6 est défendu par le cavalier d7 (voire la Dame en c7).
La variété des ouvertures pouvant mener au hérisson fait qu'il est extrêmement important au joueur actuel de connaître cette structure.

## Exemple de lignes pouvant mener à une structure en hérisson
Le hérisson peut découler de plusieurs types d'ouvertures dont voici des exemples :
- défense sicilienne (1.e4 c5 2.Cf3 e6 3.d4 cxd4 4.Cxd4) :
  - Sicilienne Kan : 4... a6 5.Fd3 Cf6 6.0-0 d6 7.c4 ou 4... a6 5. c4 Cf6 6. Cc3 Dc7 7. a3 b6[2]
  - variante Szén-Paulsen : 4... Cc6 5.Cb5 d6 6.c4 Cf6 7. Cb1c3 a6 8. Ca3 Fe7 9. Fe2 O-O 10. O-O b6[2]
- Défense nimzo-indienne : 1.d4 Cf6 2.c4 e6 3.Cc3 Fb4 4.Dc2 c5 5.dxc5 0-0 6.a3 Fxc5 7.Cf3 Db6 8.e3 Fe7[2]
- Ouverture anglaise :1.c4 c5 2.Cf3 Cf6 3.g3 b6 4.Fg2 Fb7 5.0-0 e6 6.Cc3 Fe7 7.d4 cxd4 8.Dxd4 d6[6]

## Idées stratégiques
- Pression sur e4 (Cf6, Fb7 éventuellement Da8) sur c4 (Tc8)
- Poussées libératrices en d5 et b5
- Faiblesse en d6 facilement défendue par le Fe7

## Parties modèles
- Miles-Adorjan (Interzonal Riga, 1979)
- Polougaevsky-Ftacnik (Olympiade de Lucerne, 1982)